# Bernhard Salomon (Verleger)

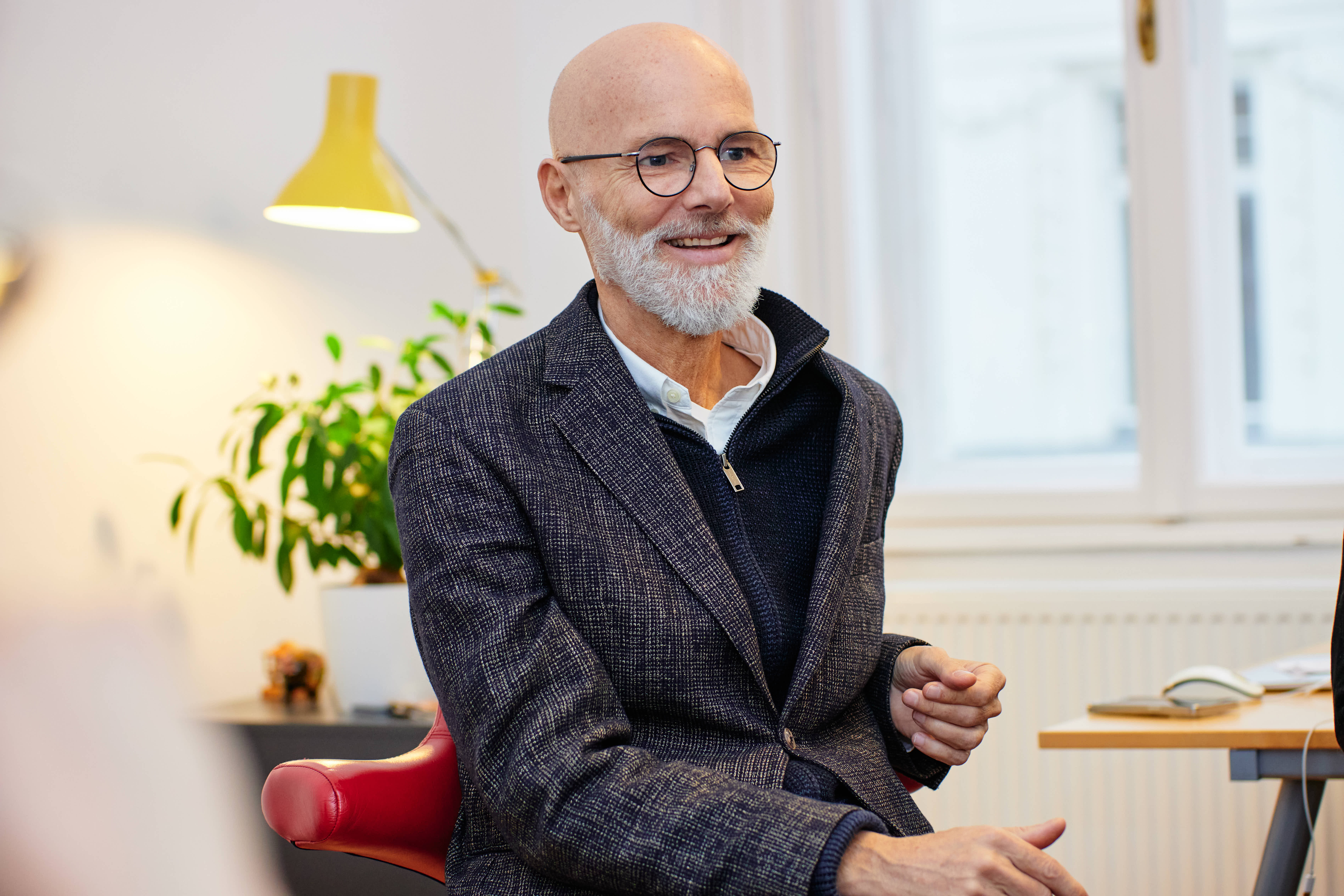
Bernhard Salomon (2024)

Bernhard Salomon (* 1962 in Linz, Oberösterreich) ist ein österreichischer Journalist, Autor und Verleger.

## Leben
Bernhard Salomon schrieb zunächst als freier Journalist, Autor von Kurzgeschichten und Träger eines Begabtenstipendiums des Österreichischen Bundesministeriums für Unterricht, Kunst und Sport für Medien wie Der Standard, Wiener Zeitung, Frankfurter Rundschau und Madame. Nach zwischenzeitlicher fünfjähriger Tätigkeit als Pressereferent zunächst bei der entwicklungspolitischen Organisation Fairtrade und dann im Parlamentsklub und dem Bundesbüro der linksliberalen Partei Liberales Forum wurde er 1999 Wirtschaftsredakteur und stv. Chefredakteur des Wirtschaftsmagazins Format (heute Trend).
2008 wechselte Salomon als leitender Redakteur in die Wirtschaftsredaktion der Tageszeitung Österreich und gründete 2009 den Buchverlag edition a, der seither mit Autoren wie Thomas Brezina, Andreas Salcher oder Johannes Huber sowie Aufdeckerbüchern wie Inside Signa laufend Bestseller in den Bereichen Sachbuch, Ratgeber und Unterhaltungsliteratur publiziert und dessen Eigentümer er nach wie vor ist. Salomon engagierte sich gleichzeitig in der Nachwuchsentwicklung und unterrichtete unter anderem Kreatives Schreiben im Jugendstrafvollzug. 2024 legte er die operative Leitung der edition a zurück und gründete das journalistische Lern- und Publikumsmedium campus a.

## Bücher
- Bernhard Salomon: Die Formel des Lachens. tabu, 1997, ISBN 978-3-89692-113-0.
- Bernhard Salomon: Die Schweinediebe. Middelhauve, 2001, ISBN 978-3-7876-9714-4.
- Bernhard Salomon, Michael Buchner, Michaël Loeckx: Gesundheitsrisiko Schweinefleisch. Czernin, Wien 2001, ISBN 978-3-7076-0123-7.
- Bernhard Salomon: Der zweite Mann. Ullstein, Berlin 2006, ISBN 978-3-548-26276-5.
- Bernhard Salomon: Rot Weiß Tot. Ullstein, Berlin 2007, ISBN 978-3-548-26748-7.
- Bernhard Salomon: Donaublut. Emons, Köln 2010, ISBN 978-3-89705-723-4.
- Bernhard Salomon: Gassenjagd. Emons, Köln 2011, ISBN 978-3-89705-901-6.
- Bernhard Salomon: Die Paradies-Diät. edition a, Wien 2015, ISBN 978-3-99001-100-3.
- Bernhard Salomon: Zelle 14. edition a, Wien 2018, ISBN 978-3-99001-293-2.